# ليندا جيمس
ليندا جيمس (بالإنجليزية: Linda James)‏ هي رسامة نيوزيلندية، ولدت في 1951.